# Obsessed (песня Эддисон Рэй)
«Obsessed» — дебютный сингл американской певицы Эддисон Рэй, выпущенный 19 марта 2021 года на лейбле Sandlot Records. Песня заняла десятое место в американском чарте Billboard Under Hot 100. Изначально песня должна была стать лид-синглом с дебютного мини-альбома Рэй в 2021 году, но проект был отложен из-за неуверенности Рэй в себе. Позже EP был официально выпущен 18 августа 2023 года, а песня «Obsessed» стала эксклюзивным бонус-треком на Spotify.

## Предыстория
«Obsessed» — песня в стиле данс-поп. В тексте говорится об отношениях и ненависти к себе.
В юном возрасте на Рэй повлиял плейлист её матери, в котором была музыка 1990-х и 2000-х годов. В интервью Vogue Рэй назвала Бейонсе, Дженнифер Лопес, Бритни Спирс и Кэти Перри в качестве музыкального влияния. В качестве вдохновения для песни она назвала Тейлор Свифт.
Перед релизом Рэй работала с автором песен Джейкобом Кашером Хиндлином (Jkash), обучаясь написанию песен. Рэй выпустила песню на независимом лейбле Хиндлина, Sandlot Records. Они работали с менеджером Адамом Мерселем и публицистами Кэти Гринтал и Кортни Эсбери из The Lede Company. После четырёх месяцев, проведённых в студии Хиндлина, Рэй и её команда разработали большую часть «Obsessed» за одну сессию.

## Продвижение
Рэй исполнила песню «Obsessed» на Ночном шоу с Джимми Фэллоном, что стало её дебютным появлением на ночном ток-шоу. Она выпустила сопутствующую одежду и постеры.

## Отзывы
Песня получила умеренные отзывы как от критиков. В рецензии для PopDust музыкальный критик Ланга заявил: «Неловкий новый сингл Эддисон Рэй „Obsessed“ доказывает, что ей следует придерживаться синхронизации губ». Зои Хейлок из Vulture негативно сравнила использование Рэй шёпота с Селеной Гомес. Ник Романо из Entertainment Weekly описал текст песни как «[читающийся] скорее как текстовый обмен», предположив, что сообщение было «о том, как одержима [Рэй] собой», в отличие от того, что задумывала Рэй, написав, что «исполнение, возможно, потерялось при переводе».
Амель Мухтар, написавшая для британского Vogue в 2023 году, назвала «Obsessed» «сказочно кэмповым» и задалась вопросом: «Что это — неглубокий мусор или остроумное искусство?»[8]

## Музыкальное видео
В клипе, снятом режиссёром Дайаной Мартел, танцы поставили Сара Бив и Калвит Ходж. В день релиза сингл стал шестым по популярности видео на YouTube. Стилистом выступил Кайл Луу. В некоторых частях клипа Рэй носила костюмы от LaQuan Smith, одежду от Mugler и болеро из искусственного меха Gucci. Её белый корсет Dion Lee был вдохновлён клипом Бритни Спирс на песню «Sometimes». Костюм был создан под влиянием клипа на песню «Say You’ll Be There» группы Spice Girls.

## Чарты
| Чарт (2021)                            | Высшая позиция |
| -------------------------------------- | -------------- |
| Канада (Canadian Hot 100)              | 74             |
| Ирландия (IRMA)                        | 64             |
| Новая Зеландия (RMNZ)                  | 15             |
| США Bubbling Under Hot 100 (Billboard) | 10             |